# Stendhal-Syndrom

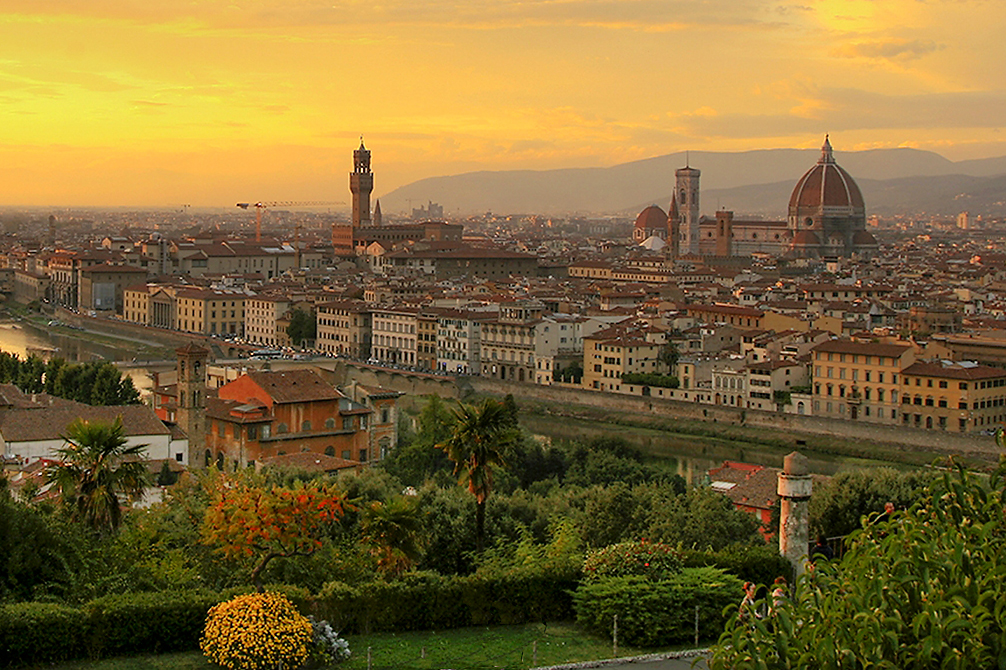
Ansicht der Stadt Florenz

Als Stendhal-Syndrom werden gewisse psychische, zum Teil somatoforme Störungen bezeichnet, wenn diese im zeitlichen Zusammenhang mit einer kulturellen Reizüberflutung auftreten. Zu den Symptomen zählen Panikattacken, Wahrnehmungsstörungen und wahnhafte Bewusstseinsveränderungen.
Erstmals wissenschaftlich beschrieben wurde dieses nach dem französischen Schriftsteller Stendhal benannte Syndrom 1979 von der italienischen Psychologin Graziella Magherini. Eine von Magherini zehn Jahre später veröffentlichte Studie, in der sie mehr als 100 für das Stendhal-Syndrom typische Krankheitsfälle von Touristen in der Kunstmetropole Florenz beschrieb, machte das Syndrom international bekannt.

## Historische Beschreibungen

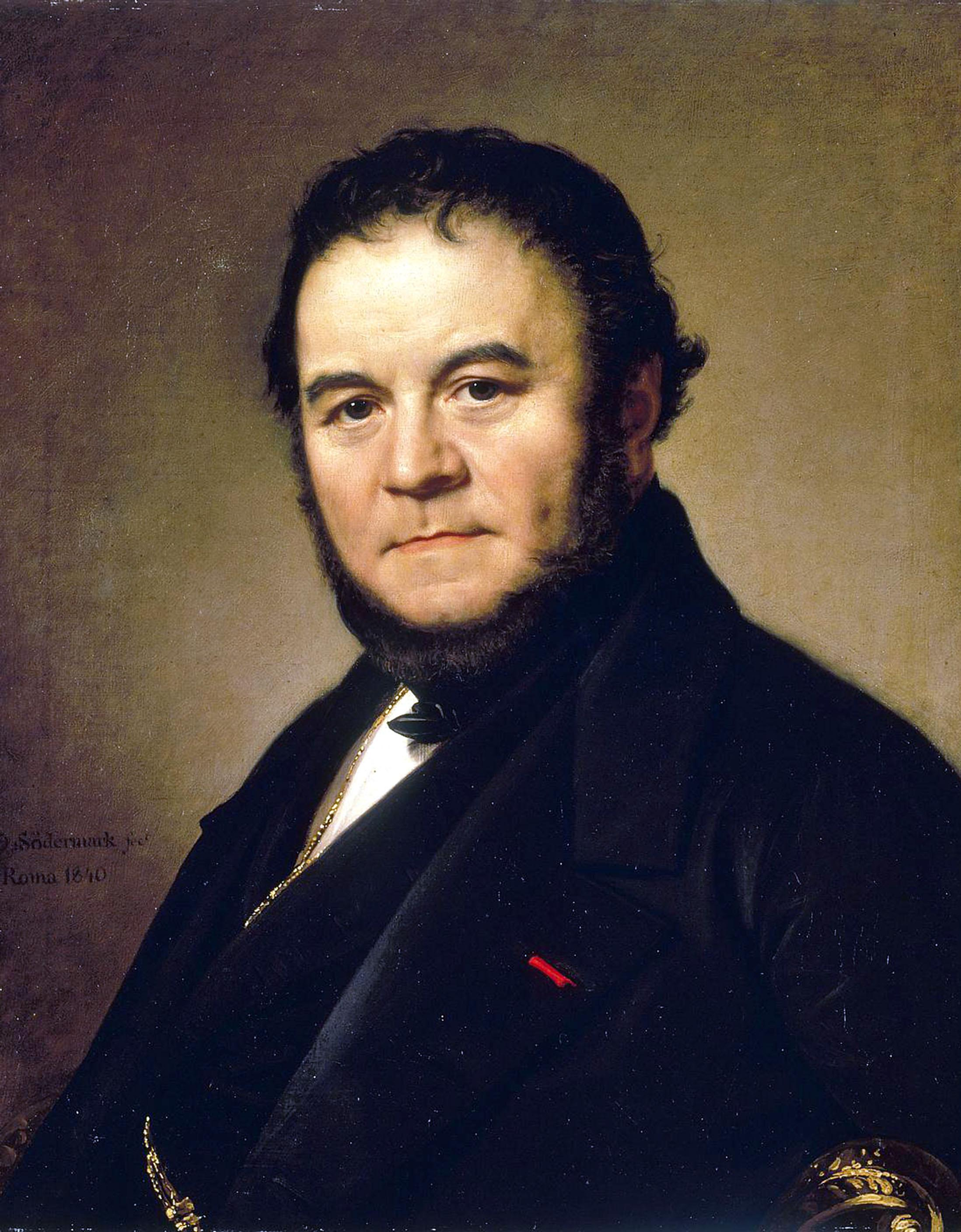
Stendhal; Porträt von Johan Olaf Sodemark, 1840

Der Begriff Stendhal-Syndrom bezieht sich auf eine Notiz aus der 1817 veröffentlichten Reiseskizze Reise in Italien (Originaltitel: Rome, Naples et Florence), in der der französische Schriftsteller Marie-Henri Beyle, bekannt unter dem Pseudonym Stendhal, seine Eindrücke bei seinem Besuch in der italienischen Stadt Florenz beschrieb. Schon bei der Ankunft in der Stadt fühlte er sich wie in einem Wahn und konnte keinen klaren Gedanken fassen.
Bei der Besichtigung der Kirche Santa Croce, berühmt für die Grabmäler von Florentinern wie Michelangelo, Dante Alighieri oder Galileo Galilei, steigerte sich seine Begeisterung:

„Ich befand mich bei dem Gedanken, in Florenz zu sein, und durch die Nähe der großen Männer, deren Gräber ich eben gesehen hatte, in einer Art Ekstase. […] Als ich Santa Croce verließ, hatte ich starkes Herzklopfen; in Berlin nennt man das einen Nervenanfall; ich war bis zum Äußersten erschöpft und fürchtete umzufallen.“

Stendhal fühlte sich wie ein Verliebter und genoss die „angenehmen Sensationen“, zeigte sich in seiner Schilderung aber gleichzeitig bestürzt über seinen Erschöpfungszustand.
Stendhals Schilderung ist nicht das einzige literarische Beispiel für das überwältigende Gefühl, das europäische Intellektuelle bei ihrer Grand Tour in Italien angesichts der Fülle der Kunst- und Bauwerke überkam. So beschrieb der Schriftsteller Wilhelm Heinse Ende des 18. Jahrhunderts in einem Brief ein Gefühl des Schwebens, als er das Pantheon in Rom betreten hatte, während Heinrich Heine in seinen Reisebildern über den Mailänder Dom urteilte, dass die unzähligen Heiligenbilder einem fast die Sinne verwirrten. Mit Beginn des organisierten Tourismus Mitte des 19. Jahrhunderts nahm vor allem die Zahl der Besucher aus den Vereinigten Staaten in den europäischen Kunstmetropolen zu. In ihren Reiseberichten finden sich immer wieder Zeugnisse großer Ergriffenheit, verbunden mit Zuständen großer Verwirrung. Die Novelle Gradiva: Ein pompejanisches Phantasiestück (1903) von Wilhelm Jensen schildert, wie ein Archäologe bei seinem Pompeji-Besuch nach Anblick einer Göttin (Gradiva) auf einem Relief langsam in eine Psychose mit Wahnvorstellungen verfällt. Auch die japanische Erzählung Der Tempelbrand (1956) von Yukio Mishima gestaltet ein Motiv, das als Stendhal-Syndrom gesehen werden könnte: ein junger Novize ist angesichts der Schönheit des Goldenen Tempels Kinkaku-ji in Kyoto so verwirrt und aufgelöst, dass er keinen anderen Ausweg sieht, als den Tempel durch Brandstiftung zu zerstören, um sich von der Qual der Schönheit zu erlösen.
Eine erste psychologische Bewertung des Kunstempfindens lieferte Sigmund Freud, der 1936 im Rückblick seinen ersten Besuch der Athener Akropolis als eine „Erinnerungsstörung“ beschrieb, die in ihm Schuldgefühle ausgelöst hatte. Auch beschrieb er in seiner psychoanalytischen Studie Der Wahn und die Träume in W. Jensens Gradiva (1907) einen Fall von Psychose bei einem Archäologen während dessen Besuchs in Pompeji.

## Wissenschaftliche Studien
Der italienischen Ärztin Graziella Magherini fielen während ihrer Tätigkeit als Leiterin der psychologischen Abteilung des Florentiner Krankenhauses Santa Maria Nuova einander ähnelnde Krankheitsfälle unter ausländischen Touristen auf, die sie als eine Reaktion auf die Fülle an Kunstwerken und Eindrücken in Florenz deutete. In Anlehnung an die Reiseberichte Stendhals nannte sie 1979 diese psychosomatische Störung Stendhal-Syndrom. In den folgenden Jahren studierte Magherini mit ihrem Team zahlreiche Fälle von Patienten, die unter dem Stendhal-Syndrom litten. 106 dieser Krankengeschichten wurden von Magherini im Januar 1989 in der Monografie La Sindrome di Stendhal veröffentlicht, wodurch der Begriff „Stendhal-Syndrom“ einer breiten Öffentlichkeit bekannt wurde.
Merkmal des Stendhal-Syndroms sei ein „Verlust der Kohäsion des Selbst“. Magherini unterschied drei Varianten von Symptomen. Bei einer Gruppe von Patienten äußerte sich das Stendhal-Syndrom durch Störungen des Denkens und der Wahrnehmung, die Halluzinationen und wahnhafte Stimmungen sowie tiefe Schuldgefühle bei den Betroffenen auslösten. Eine zweite Gruppe entwickelte affektive Störungen, die sowohl zu Allmachtsphantasien als auch zur Erkenntnis der eigenen Bedeutungslosigkeit angesichts der Fülle an Kunstschätzen führten. Bei einer dritten Gruppe von Patienten trat das Stendhal-Syndrom als eine Panikattacke auf, die mit erhöhtem Blutdruck, Ohnmachtsanfällen, Bauchschmerzen und Krämpfen verbunden war. Die meisten der vom Stendhal-Syndrom betroffenen Touristen waren zwischen 26 und 40 Jahre alt und unverheiratet. Alle Patienten waren Ausländer, zumeist aus den Vereinigten Staaten und der Nordhälfte Europas. Mehr als die Hälfte aller Patienten waren zuvor in psychologischer Behandlung.
Nach der Veröffentlichung ihrer Studien arbeitete Graziella Magherini an weiteren Untersuchungen zum Stendhal-Syndrom. Im Jahr 2007 veröffentlichte sie ein weiteres Buch, in dem sie exemplarisch an Michelangelos David-Statue die Wirkung von Kunstwerken auf den Menschen beschrieb.

## Rezeption
Erste Veröffentlichungen über das Stendhal-Syndrom wurden von Medizinern kontrovers kommentiert. Die von Magherini gestellte Diagnose wird nicht generell anerkannt, einige Ärzte betrachten das Stendhal-Syndrom als eine der bekanntesten Formen einer Neurose. Magherini wurde vorgeworfen, verschiedene psychopathologische Symptome und anekdotische Beobachtungen zusammengefasst zu haben. Andere Ärzte sehen in dem Stendhal-Syndrom dagegen eine ernstzunehmende psychische Störung, die vor allem von Reisemedizinern näher untersucht wird.
In der Kunstwelt wurde das Stendhal-Syndrom dagegen bereitwilliger angenommen. Die ausführliche Behandlung des Themas in der Presse beim Erscheinen von Magherinis Buch machte das Syndrom schnell bekannt. Mehrere Schriftsteller übernahmen das Motiv des von der Kunst überwältigten Betrachters in ihre Werke. Bereits 1989 veröffentlichte der niederländische Dramatiker Frans Strijards das Theaterstück Das Stendhal-Syndrom. Ein Jahr später veröffentlichte die in Italien lebende deutsche Schriftstellerin Christine Wolter die Erzählung Das Stendhal-Syndrom. Eine weitere Thematisierung findet sich in dem Roman Die florentinische Krankheit von Willi Achten. 
Die bekannteste künstlerische Umsetzung des Stendhal-Syndroms ist Dario Argentos Horrorthriller Das Stendhal-Syndrom (Originaltitel: La sindrome di Stendhal) aus dem Jahr 1996. In diesem Film spielt Argentos Tochter Asia eine junge italienische Polizistin, die auf der Suche nach einem Serienmörder in den Florentiner Uffizien einen Zusammenbruch erleidet und so in die Hände des Mörders (dargestellt von Thomas Kretschmann) gerät.
Der hohe Bekanntheitsgrad des Stendhal-Syndroms, das auch in Reiseführern über Florenz Erwähnung fand, führte nach Angaben von Graziella Magherini zu einem deutlichen Rückgang der Erkrankungen in Florenz. Gleichzeitig wurden in medizinischen und populärwissenschaftlichen Veröffentlichungen psychische Störungen im Zusammenhang mit dem Aufenthalt an anderen Touristenzielen beschrieben. So bezeichnet das Jerusalem-Syndrom eine psychische Störung, die zahlreiche Besucher der Stadt Jerusalem befällt, während bei japanischen Touristen das häufige Auftreten eines Paris-Syndroms beschrieben wurde. Und im Zusammenhang mit der Berichterstattung über die Veröffentlichung einer Studie über Suizide und Suizidversuche von Ausländern in Venedig wurde der Begriff „Venedig-Syndrom“ verwendet.